# Tofterup
Tofterup is een plaats in de Deense regio Zuid-Denemarken, gemeente Varde. De plaats telt 650 inwoners (2008). Het dorp maakt deel uit van de parochie Vester Starup. De parochiekerk staat net buiten het dorp.